# Gutierre Álvarez de Toledo
Gutierre Álvarez de Toledo (1374 - Talavera de la Reina, 4 de marzo de 1446). Prelado y noble castellano, obispo de Palencia (1426-1439), arzobispo de Sevilla (1439-1442), primado de Toledo (1442-1446), y primer señor de Alba de Tormes, (Salamanca).

## Biografía
Gutierre Álvarez de Toledo fue uno de los dos hijos de Fernando Álvarez de Toledo, II señor de Valdecorneja, I mariscal de Castilla, notario mayor de Toledo y mayordomo mayor de la reina, y de Leonor de Ayala.
Fue uno de los eclesiásticos más activos en la política del siglo XV, con una larga carrera que incluyó numerosos ascensos y caídas del entorno del poder. Ya durante el reinado de Enrique III de Castilla tuvo importantes participaciones y ambiciones políticas, que llegaron a costarle la prisión por orden de Enrique III al estar involucrado en el asesinato del obispo Juan Serrano. Con la minoría de edad de Juan II de Castilla desapareció de la política, volviendo a aparecer en 1419, con su mayoría de edad, de la mano de los infantes de Aragón. Con el infante Enrique de Aragón colaboró en el gobierno que se formó tras el Golpe de Tordesillas, lo que supuso su alejamiento del poder una vez que el rey consiguió escapar de su primo.
Desde ese momento se acercó poco a poco al servicio regio, con quien colaboró numerosas veces, anteponiendo siempre su propio interés. En 1430 obtuvo del rey Juan II de Castilla el señorío de Alba de Tormes, que posteriormente dio su nombre a la casa de Alba. Este señorío comprendía las tierras de la villa de Alba de Tormes, localidad próxima a Salamanca.
Gutierre cedió este señorío a su sobrino Fernando Álvarez de Toledo y Sarmiento, a quien el propio rey Juan II concedió el título de conde de Alba de Tormes en 1438.
Pese a ese acercamiento, de nuevo el prelado se distanció del rey, lo que, junto a los rumores de que conspiraba contra el monarca y su privado Álvaro de Luna, le llevó nuevamente a prisión en 1431 en el castillo de Tiedra. Finalmente fue absuelto por el rey, pero estuvo retirado durante algunos años de la política. Volvió a finales de los años treinta del siglo XV, y su principal objetivo fue alcanzar la sede primada de Toledo, para lo que no dudó en acercarse al rey o a los infantes de Aragón según fuese más conveniente.
Finalmente, logró la sede primada en 1442, ocupándola hasta su muerte en 1446. Para alcanzar la sede contó con el apoyo de la potencia económica de su familia, los Álvarez de Toledo, origen de la casa de Alba.
Falleció en Talavera de la Reina el 14 de marzo de 1446 y recibió sepultura en la colegial de Talavera aunque después su cadáver fue trasladado al monasterio de San Leonardo de Alba de Tormes.
| Predecesor: -                        | Señor de Alba de Tormes 1429 – ? | Sucesor: Fernando Álvarez de Toledo y Sarmiento |
| Predecesor: Rodrigo de Velasco       | Obispo de Palencia 1426 – 1439   | Sucesor: Pedro de Castilla de Eril              |
| Predecesor: Diego de Anaya Maldonado | Arzobispo de Sevilla 1439 – 1442 | Sucesor: García Enríquez Osorio                 |
| Predecesor: Juan de Cerezuela        | Arzobispo de Toledo 1442 – 1446  | Sucesor: Alonso Carrillo de Acuña               |